# Chiloschista trudelii
Chiloschista trudelii là một loài thực vật có hoa trong họ Lan. Loài này được Seidenf. mô tả khoa học đầu tiên năm 1987.